# Marianne Hainisch
Marianne Hainisch (rozená Perger, 25. března 1839 Baden (Dolní Rakousko) - 5. května 1936 Vídeň) byla zakladatelkou a vůdkyní ženského hnutí v Rakousku a matkou pozdějšího spolkového prezidenta Michaela Hainische.

## Život
Narodila se v Badenu u Vídně v rodině majitele továrny na bavlnu. Měla pět sourozenců a jejich vzdělání se věnovala nejprve její matka a později soukromí učitelé. V osmnácti letech se provdala za průmyslníka Michaela Hainische. Narodili se jim dvě děti. Její syn Michael Hainisch byl prezidentem Rakouské republiky v letech 1920 až 1928.
V roce 1870 vystoupila na valné hromadě Vídeňského ženského obchodního spolku (Wiener Frauenerwerbverein) s přednáškou „K otázce ženského vzdělání“ (Zur Frage des Frauenunterrichts). V ní zdůraznila nutnost vzdělání pro možnost zaměstnání žen. Zasazovala se za zpřístupnění středoškolského vzdělání pro dívky. Tato přednáška je považována za prvotní podnět v hnutí za zpřístupnění středoškolského vzdělání pro dívky.
K této otázce otiskla řadu novinových a časopiseckých článků a publikací. Dále se zapojovala do činnosti různých ženských spolků.
Ze soukromých prostředků zorganizovala šestiřídní školu pro dívky. V roce 1891 dostala tato škola statut veřejné školy. V roce 1892 pak bylo její zásluhou založeno první dívčí gymnázium v německy mluvících zemích.
V roce 1899 byla vyslána do Londýna jako delegátka rakouských ženských spolků na Valné shromáždění Mezinárodní rady žen (International Council of Women, ICW). Následně v roce 1902 iniciovala založení zastřešující organizace liberálně-buržoazních ženských spolků Federace rakouských ženských spolků (Bundes Österreichischer Frauenvereine, BÖFV). Do roku 1918 byla její předsedkyní a v letech 1909 až 1914 místopředsedkyní Mezinárodní rady žen.
Ačkoliv volební právo žen nebylo jejím předním cílem, zúčastnila se po roce 1900 boje za volební právo žen, mimo jiné ve výboru pro volební právo žen. Poté, co v roce 1919 ženy v Rakousku získaly volební právo, neúspěšně kandidovala za buržoazně demokratickou stranu. Marginalizace žen v politických stranách a v parlamentním systému ji přiměla k účasti na založení Rakouské strany žen (Österreichische Frauenpartei) v roce 1929. Této straně předsedala až do roku 1932.
V roce 1914 se po smrti Berthy von Suttner ujala vedení rakouské mírová komise (Friedenskommission des Bunds).
V roce 1924 iniciovala zavedení svátku Dne matek v Rakousku.
V roce 1927 byla jednou ze zakladatelů spolkového časopisu Die Österreicherin.
V roce 1929 byla na počest jejích 90. narozenin pojmenována Nadace Marianne Hainisch (Marianne-Hainisch-Stiftung).

## Připomínka

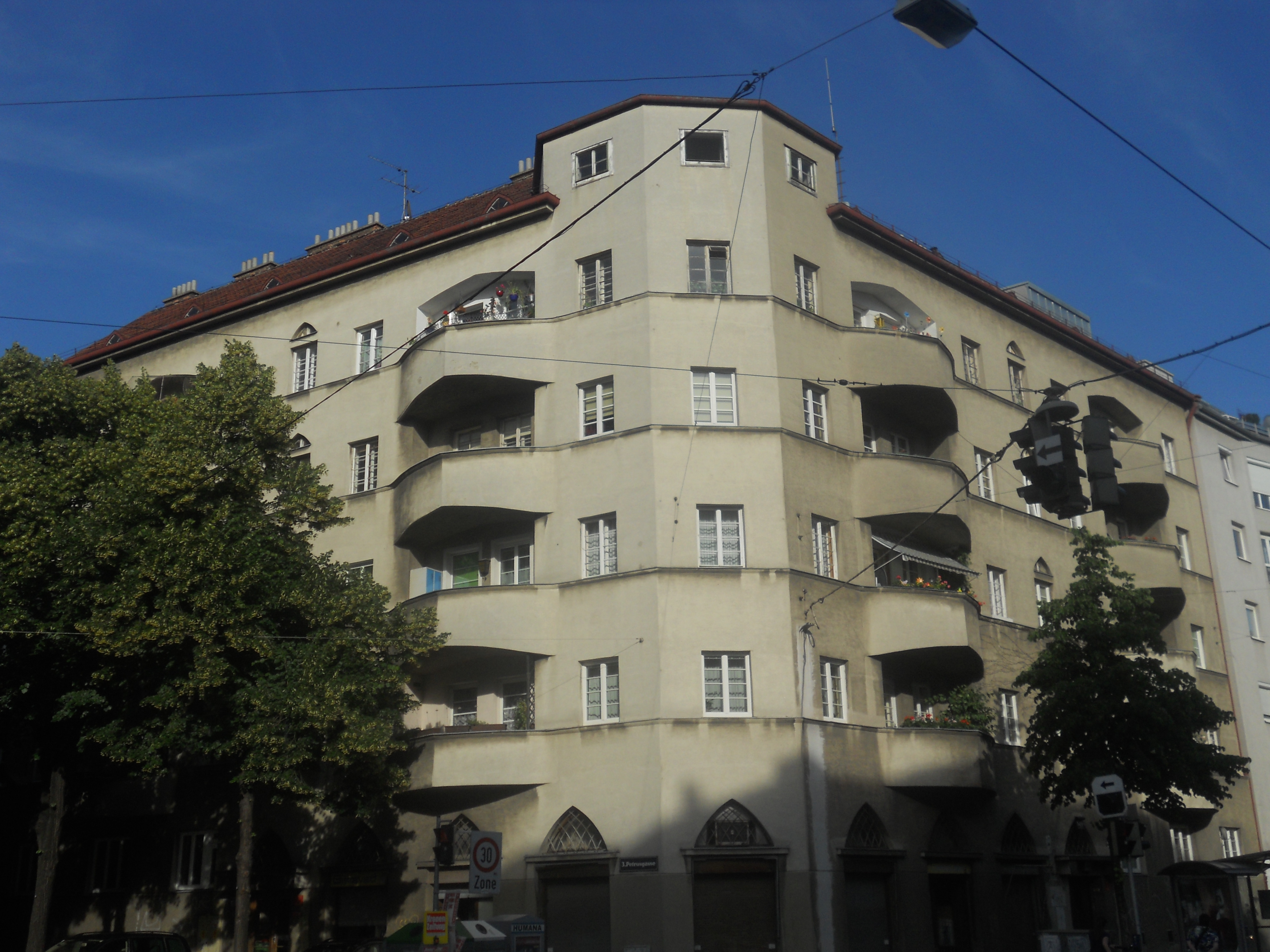
Marianne-Hainisch-Hof

Na její počest byl pojmenován obytný komplex Vídni-Landstrasse, Petrusgasse 15, postavený v letech 1927/28 Marianne-Hainisch-Hof.
V roce 2002 byla jejím jménem pojmenována Marianne-Hainisch-Gasse ve Vídni-Landstrasse.